# Ernest Spiteri Gonzi
Ernest Spiteri-Gonzi (21 d'octubre de 1955) és un exfutbolista maltès de la dècada de 1980.
Fou 20 cops internacional amb la selecció maltesa.
Pel que fa a clubs, defensà els colors de Hibernians.
Formà part de l'equip de Malta en el 12 a 1 davant Espanya l'any 1983.